# Epoxidatie
Een epoxidatie is een organische reactie waarbij een epoxide wordt gevormd. Er zijn tal van methoden om epoxiden te bereiden.

## Synthese met behulp van peroxiden
De meeste epoxiden worden bereid door een alkeen te behandelen met een organisch peroxide. Hierdoor wordt formeel 1 zuurstofatoom geïntroduceerd. Typische epoxiderend reagentia zijn waterstofperoxide, peroxycarbonzuren (zoals perazijnzuur of 3-chloorperoxybenzoëzuur) en alkylhydroperoxiden (zoals cumeenhydroperoxide of tert-butylhydroperoxide). De belangrijkste epoxidatiereactie staat bekend als de Prileschajew-reactie, waarbij een alkeen in reactie wordt gebracht met 3-chloorperoxybenzoëzuur:
Hydroperoxiden worden veelal gebruikt bij enantioselectieve epoxidaties, zoals de Sharpless-epoxidatie. De enantioselectiviteit komt voort uit de katalysator die vormt uit titaniumtetra(isopropoxide) en di-ethyltartraat:
Karl Barry Sharpless kreeg in 2001 de Nobelprijs voor de Scheikunde voor zijn werk aan asymmetrische oxidaties. Andere toegepaste enantioselectieve epoxidaties zijn de Shi-epoxidatie en de Jacobsen-epoxidatie. Bij de Juliá-Colonna-epoxidatie wordt een alfa,bèta-onverzadigde carbonylverbinding met waterstofperoxide en poly-L-leucine enantioselectief omgezet in een α,β-epoxycarbonylverbinding:

## Synthese via een intramoleculaire SN2-reactie
De intramoleculaire SN2-reactie met een alkoxide is een variant van de klassieke Williamson-ethersynthese. Het uitgangsproduct is een halogeenhydrine. Door behandeling met een base wordt de hydroxylgroep gedeprotoneerd. Het ontstane alkoxide kan nu het halogeenatoom elimineren via een nucleofiele substitutie. Een voorbeeldreactie is de synthese van propeenoxide uit 2-chloor-1-propanol:
Een andere intramoleculaire epoxidatie is de Darzens-condensatie, waarbij een keton of aldehyde met een α-gehalogeneerd ester reageert tot een α,β-epoxyester (ook wel een glycidylester genoemd):
Bij de Johnson-Corey-Chaykovski-reactie wordt gebruikgemaakt van een zwavelylide dat een nucleofiele additie uitvoert op een carbonylgroep, gevolgd door een intramoleculaire SN2-reactie en vorming van het epoxide: